# День армии Ирана

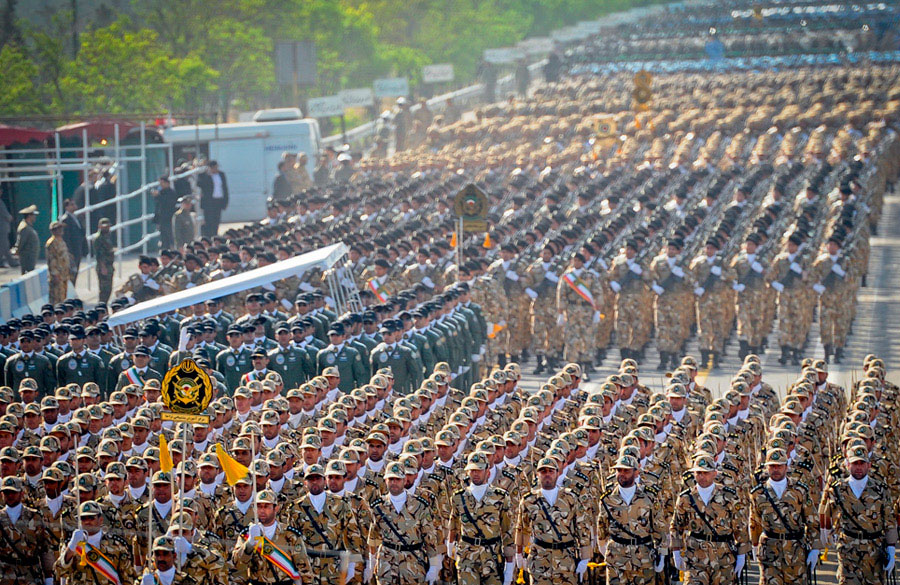

День Армии Исламской Республики Иран (перс. روز ارتش جمهوری اسلامی ایران‎) — государственный праздник Ирана, отмечающийся ежегодно 18 апреля (29 фарвардина по иранскому календарю).

## История праздника
День Армии ИРИ отмечается с 1979 года, года победы Исламской революции. Впервые день армии ИРИ был проведен через два месяца после революции по приказу верховного лидера страны аятоллы Рухоллы Хомейни. Сначала он назывался «Во имя Армии» (перс.  به نام ارتش‎) (по аналогии с религиозной формулой «Во имя Господа» (перс.  به نام خدا ‎). Это была своего рода благодарность государства военнослужащим, участвующим в проведении революции.
8 апреля 1979 года прошла встреча аятоллы Хомейни с военнослужащими ВС Ирана, внесшими неоценимый вклад в победу революции. Революция длилась больше года, и за это время некоторые страны пытались воспользоваться суматохой в стране для получения личной выгоды: произошло несколько столкновений на границах с Туркменистаном; на границах бывшего СССР и Ирана в провинции Западный Азербайджан группы левых оппозиционеров пытались установить свою власть; были зафиксированы массовые беспорядки в провинции Иранский Курдистан.
В первые месяцы революции осуществлялось психологические давление на ВС свергнутым правительством Ирана и правительствами других стран. Ожидалось, что армия поддержит старую власть (шахскую династию Пехлеви). Глава Объединенного комитета начальников штабов армии Ирана генерал-лейтенант Валиалла Карани подал в отставку в первые дни апреля и написал письмо Рухолле Хомейни, в котором высказался о неприязни к шахской власти. Он рассказал аятолле, что министр обороны начал самовольно принимать важные решения, связанные с ВС, не консультируясь ни с кем из других высших лиц военного аппарата. Началось тотальное дезертирство из шахской армии, а пресса преподносила это как роспуск части армии в связи с её переполненностью. Через месяц после отправки этого письма отставной генерал был убит.
Массовое дезертирство из армии Ирана привело к тому, что временное командование ВС предложило объявить Рухоллу Хомейни Верховным главнокомандующим ВС Ирана. 18 апреля 1979 года верховный руководитель выступил с речью перед народом, объявив, что отныне 18 апреля станет днем армии ИРИ, и выразив благодарность преданной целям Исламской революции армии.

## Конституция и армия ИРИ
Статья 143 Конституции ИРИ гласит:

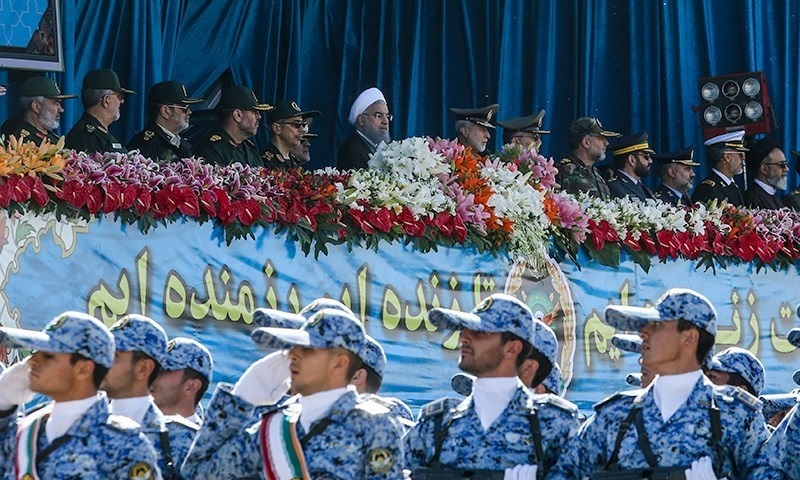
Парад в день армии Ирана

Армия Исламской Республики Иран призвана охранять независимость, территориальную целостность и исламский республиканский строй страны.
Статья 144:
Армия Исламской Республики Иран должна быть исламской, то есть религиозной и народной армией и должна принимать на службу достойных лиц, преданных целям Исламской революции и готовых пожертвовать собой ради них.

## Армия ИРИ и КСИР
Помимо Армии ИРИ, существует также другое войсковое формирование — Корпус Стражей Исламской Революции (КСИР). Следует обратить внимание, что это отдельные организации, не связанные между собой.
На армию возлагается «миссия священной борьбы за власть закона божьего посредством защиты бьющего сердца исламского мира» — Ирана. Конституция ИРИ рассматривает армию как исключительно оборонительную силу, которая призвана защищать территориальную целостность и суверенитет страны в военных аспектах.
Однако КСИР предназначена и дополнительная миссия. Статья 150 Конституции гласит:
Корпус Стражей Исламской Революции, который был создан в первые дни победы этой революции, функционирует для осуществления своей роли по охране революции. Функции и сфера ответственности КСИР в отношении сферы обязанностей и ответственности других видов вооруженных сил определяется законом с особым акцентом на их братское сотрудничество и взаимодействие.
Первоначально многие считали, что КСИР был создан как исключительно временное формирование, и после победы Исламской революции его существование не потребуется.
В проекте Конституции тоже ничего не говорилось о КСИР, однако во время обсуждения проекта вопрос КСИР, его роль и значение привлекли внимание большинства членов Совета экспертов. Ввиду особого назначения армии в начале революции и ее структуры, унаследованной от бывшего шахского режима, авторы Конституции считали, что Корпус Стражей наряду с армией может представлять собой образец исламской идеологической военной силы.
Основоположник ИРИ так объяснил суть существования КСИР в своем послании в 1989 году:
Исламская революция, ИРИ и священный орган Корпуса Стражей Исламской Революции, который, по справедливости говоря, был и будет в дальнейшем крупнейшим оплотом защиты божественных ценностей нашего государственного строя, нуждается в вас, как в мирное, так и в военное время. Перед нами предстоят критически важные и решающие дни. Перед Исламской революцией все еще предстоят решающие годы и месяцы, и необходимо, чтобы находящиеся в авангарде священной войны и мученической гибели сохранили боевую готовность на всех театрах военных действий.